# Aardappelparadox

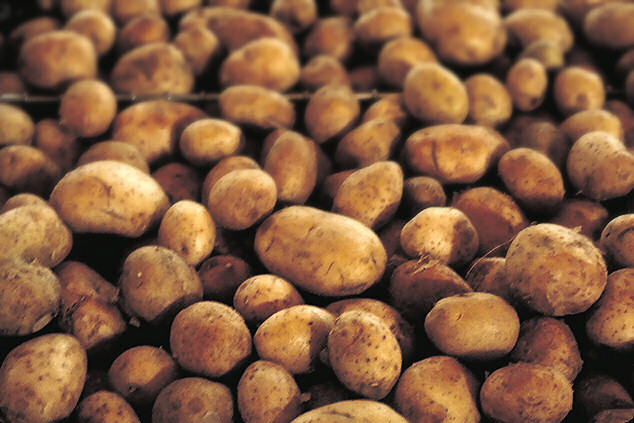
Hoeveel water en hoeveel droge stof?

De aardappelparadox is een populair wiskundig vraagstuk met een niet voor de hand liggende oplossing. Het kan als volgt geformuleerd worden:
Een boer oogst 100 kilogram aardappelen, die voor 99% bestaan uit water. Vooraleer hij ze naar de markt brengt bewaart hij ze, waarbij ze drogen tot ze nog voor 98% uit water bestaan. Hoeveel kilogram aardappelen brengt de boer dan naar de markt?
Het is geen echte paradox,  maar veel mensen vinden het antwoord wel verrassend: 50 kilogram. (De aardappels zijn dan flink uitgedroogd.)
Dit wordt duidelijk wanneer men de hoeveelheid "droge stof" beschouwt. Die hoeveelheid verandert immers niet: bij de oogst is dat 1% van het totale gewicht of in absolute waarde: 1 kilogram. Op de markt is dat nog steeds 1 kilogram, maar nu is dat 2% van het totale gewicht, dus een verdubbeling. Het vraagstuk herleidt zich dus tot de vraag: Van hoeveel is 1 kilogram twee procent?
De aardappelparadox illustreert het belang om onderscheid te maken tussen absolute en relatieve hoeveelheden en dat men voorzichtig moet zijn met het hanteren van percentages: de afname van het watergehalte van 99% naar 98% (relatief) betekent niet dat er slechts 1% van de totale hoeveelheid water (absoluut) verdwijnt!
Een variant van de aardappelparadox kwam als vraag 12 in de Nationale Wetenschapsquiz van 1998.